# Mùa hè của Luca
Mùa hè của Luca (tên gốc tiếng Anh: Luca) là một phim hoạt hình mô phỏng bằng máy tính thuộc thể loại tuổi thiếu niên và kỳ ảo của Hoa Kỳ. Phim được sản xuất bởi Pixar Animation Studioes và phân phối bởi Walt Disney Studios Motion Pictures. Bộ phim được đạo diễn dưới bàn tay của Enrico Casarosa (và đây được coi là phim đạo diễn đầu tay của anh), kịch bản do Jesse Andrews và Mike Jones đảm nhận cùng với đội ngũ sản xuất do Andrea Waren đứng đầu. Với sự tham gia lồng tiếng của Jacob Tremblay và Jack Dylan Grazer, cùng với Emma Berman, Saverio Raimondo, Marco Barricelli, Maya Rudolph, Jim Gaffigan, Peter Sohn, Lorenzo Crisci, Marina Massironi và Sandy Martin cho các vai diễn phụ.
Lấy bối cảnh ở Riviera của Ý, bộ phim xoay quanh Luca Paguro, một cậu bé thủy quái có khả năng giả dạng thành con người khi ở trên cạn; cậu khám phá thị trấn Portorosso cùng với người bạn thân mới Alberto Scorfano và trải qua một mùa hè đầy phiêu lưu. Luca lấy cảm hứng từ thời thơ ấu của Casarosa ở Genoa; một số nghệ sĩ Pixar đã được cử đến Riviera của Ý để thu thập nghiên cứu về văn hóa và môi trường Ý. Những con thủy quái – một "phép ẩn dụ cho sự khác biệt" – được dựa trên những câu chuyện dân gian và thần thoại lâu đời của Ý. Giống La Luna, phần thiết kế và hoạt hình của Mùa hè của Luca được lấy cảm hứng từ các tác phẩm vẽ tay và phong cách của Miyazaki Hayao. Casarosa mô tả thành quả là một bộ phim "tri ân tới Federico Fellini và các nhà làm phim Ý cổ điển khác, với sự kết hợp của Miyazaki".
Mùa hè của Luca được công chiếu đầu tiên tại khu vui chơi Thủy cung Genoa – quê hương của đạo diễn cũng như là nguồn cảm hứng chủ đạo chính cho bối cảnh của bộ phim – vào ngày 13 tháng 6, 2021 và ra mắt chính thức tại các cụm rạp ở Hoa Kỳ trong ngày 18 tháng 6 cùng năm. Tuy nhiên, do sự ảnh hưởng của đại dịch COVID-19 nên phim cũng sẽ được ra mắt trên nền tảng chiếu phim trực tuyến của Disney là Disney+. Mùa hè của Luca cũng được công nhận, tán dương với những lời nhận xét có cánh từ giới phê bình cũng như khán giả đại chúng như các bộ phim khác của Pixar.

## Nội dung
Bối cảnh của phim lấy mốc thời điểm là những năm giữa của thập niên 50 và 60 tại vùng biển Riviera của Italia. Bộ phim là hành trình theo chân cậu bé thủy quái Luca Paguro (do Jacob Tremblay lồng tiếng) đi khám phá "vùng trên mặt nước". Mặc dù bị ngăn cấm bởi gia đình, đặc biệt là người mẹ - Daniela Paguro (do Maya Rudolph lồng tiếng) nhưng sự tò mò của tuổi mới lớn đã khiến cho ngọn lửa khao khát khám phá trong lòng Luca thêm phần cháy bỏng. Và cuối cùng Luca cũng đã gặp được Alberto Scorfano (do Jack Dylan Grazer lồng tiếng) – người đã giúp Luca tự tin hơn để thoát khỏi đại dương.
Luca và Alberto kết bạn với nhau và cả hai cùng nhau đi vào thị trấn để khám phá, thỏa mãn sự tò mò của mình. Và tại thị trấn này, cả hai cũng được làm thân với cô bé loài người Giulia Marcovaldo (do Emma Berman lồng tiếng). Với sự yêu thích đặc biệt dành cho chiếc xe Vespa, hai người bạn thủy quái đã bắt tay với Giulia cùng nhau tham gia một cuộc đua để giành lấy chiếc cúp Portorosso có trị đủ để mua một chiếc Vespa.
Cuộc đua trở nên căng thẳng hơn khi bộ ba phải đối đầu với tên lưu manh Ercole Visconti (do Saverio Raimondo lồng tiếng) kiêm nhà vô địch liên tiếp của giải đua xe Portorosso đợt trước cùng với đồng bọn của hắn là Ciccio và Guido (lần lượt do Peter Sohn và Lorenzo Crisci lồng tiếng).
Cuộc đua kết thúc với chiến thắng của Luca, Alberto và Giulia tuy nhiên kèm với đó chính là Luca và Alberto đều bị lộ thân phận thủy quái của mình. Nhưng với sự gắn bó trong thời gian qua, Giulia cùng bố của mình - Massimo Marcovaldo (do Marco Barricelli lồng tiếng) đã đứng ra bảo vệ họ. Và cuối cùng, cả hai cũng đã nhận được sự đồng cảm của người dân tại thị trấn nơi đây.

## Lồng tiếng

### Diễn viên chính
- Jacob Tremblay lồng tiếng cho nhân vật Luca Paguro, con của Daniela và Lorenzo.
- Jack Dylan Grazer lồng tiếng cho nhân vật Alberto Scorfano
- Emma Berman lồng tiếng cho nhân vật Giulia Marcovaldo, con của Massimo.
- Saverio Raimondo lồng tiếng cho nhân vật Ercole Visconti
- Maya Rudolph lồng tiếng cho nhân vật Daniela Paguro, mẹ của Luca, vợ của Lorenzo.
- Marco Barricelli lồng tiếng cho nhân vật Massimo Marcovaldo, bố của Giulia.
- Jim Gaffigan lồng tiếng cho nhân vật Lorenzo Paguro, bố của Luca, chồng của Daniela.
- Peter Sohn lồng tiếng cho nhân vật Ciccio, đồng bọn của Ercole.
- Lorenzo Crisci lồng tiếng cho nhân vật Guido, đồng bọn của Ercole.
- Marina Massironi lồng tiếng cho nhân vật Cô Marsigliese, người tổ chức giải đua xe Portorosso.
- Sandy Martin lồng tiếng cho nhân vật Bà Paguro, bà ngoại của Luca, mẹ của Daniela.
- Sacha Baron Cohen lồng tiếng cho nhân vật Chú Ugo, chú của Luca, em của Lorenzo.

### Diễn viên phụ
- Giacomo Gianniotti và Gino La Monica lồng tiếng lần lượt vai Giacomo và Tommaso, hai ngư dân địa phương (đồng thời họ cũng lồng tiếng cho nhân vật ở phiên bản tiếng Ý).
- Elisa Gabrielli và Mimi Maynard lồng tiếng lần lượt vai Concetta và Pinuccia Aragosta (hai người phụ nữ trung niên, được tiết lộ cũng là thủy quái ở cuối phim).
- Francesca Fanti lồng tiếng nhân vật cảnh sát.
- Jonathan Nichols lồng tiếng cho nhân vật linh mục địa phương Don Eugenio (diễn viên lồng tiếng được thay thế bởi Gino D'Acampo trong phiên bản tiếng Anh).
- Jim Pirri lồng tiếng cho nhân vật Ông Branzino, một thủy quái.
- Đạo diễn Enrico Casarosa cũng góp giọng trong hai vai là người ngư dân nóng tính và một người thi đấu trong giải Portorosso.

## Nhạc phim
Vào ngày 1 tháng 4, 2021, Dan Romer được xác nhận tham gia bộ phim với vai trò người soạn nhạc của phim. Nhạc phim bao gồm các bản nhạc của Mina, Edoardo Bennato, Gianni Morandi, Rita Pavone và Quartetto Cetra, và đồng thời được trích ra từ các vở opera của Giacomo Puccini and Gioachino Rossini.
Danh sách bài hát:
| Số thứ tự | Tên bài hát                     | Thời lượng |
| --------- | ------------------------------- | ---------- |
| 1         | "Meet Luca"                     | 4:08       |
| 2         | "Did You Hide?"                 | 1:04       |
| 3         | "The Curious Fish"              | 1:39       |
| 4         | "You Forgot Your Harpoon"       | 0:39       |
| 5         | "Phantom Tail"                  | 2:09       |
| 6         | "Walking Is Just like Swimming" | 2:02       |
| 7         | "Vespa è libertà"               | 1:42       |
| 8         | "You Hold the Ramp"             | 0:59       |
| 9         | "Silenzio Bruno"                | 0:41       |
| 10        | "That's the Dream"              | 2:05       |
| 11        | "The Bottom of the Ocean"       | 1:52       |
| 12        | "Take Me, Gravity"              | 1:44       |
| 13        | "Portorosso"                    | 1:36       |
| 14        | "Signor Vespa"                  | 1:17       |
| 15        | "This Isn't Any Old Race"       | 2:55       |
| 16        | "Buonanotte, Boys"              | 1:27       |
| 17        | "Land Monsters Everywhere"      | 0:55       |
| 18        | "Buongiorno Massimo"            | 3:03       |
| 19        | "The Out of Town Weirdo Tax"    | 1:48       |
| 20        | "Rules Are for Rule People"     | 1:08       |
| 21        | "How Humans Swim"               | 1:03       |
| 22        | "Not Our Kid"                   | 0:49       |
| 23        | "Telescope"                     | 2:46       |
| 24        | "Beyond the Solar System"       | 1:02       |
| 25        | "We Don't Need Anybody"         | 1:54       |
| 26        | "The Sea Monster"               | 3:33       |
| 27        | "I Wish I Could Take It Back"   | 4:01       |
| 28        | "The Portorosso Cup"            | 7:34       |
| 29        | "How to Find the Good Ones"     | 5:14       |
| 30        | "Go Find Out for Me"            | 1:39       |

### Nhạc tiếng Ý
Phim cũng có sự xuất hiện của các bản nhạc tiếng Ý để làm tăng thêm sự chân thực của bối cảnh - vùng Riviera của Ý:
| Số thứ tự | Tên bài hát                                     | Sáng tác                           | Ghi chú                                                 |
| --------- | ----------------------------------------------- | ---------------------------------- | ------------------------------------------------------- |
| 1         | "Un bacio a mezzanotte"                         | Quartetto Cetra                    |                                                         |
| 2         | "O mio babbino caro"                            | Giacomo Puccini                    | nhạc Opera trình bày bởi Maria Callas                   |
| 3         | "Il gatto e la volpe"                           | Edoardo Bennato                    |                                                         |
| 4         | "Andavo a cento all'ora"                        | Gianni Morandi                     |                                                         |
| 5         | "Tintarella di luna"                            | Mina                               |                                                         |
| 6         | "Fatti mandare dalla mamma a prendere il latte" | Gianni Morandi                     |                                                         |
| 7         | "Viva la pappa col pomodoro"                    | Rita Pavone                        |                                                         |
| 8         | "Città vuota"                                   | Mina                               |                                                         |
| 9         | "Cavatina: Una Voce Poco Fa"                    | Budapest Failoni Chamber Orchestra | trích từ vở The Barber of Seville của Gioachino Rossini |
| 10        | "Largo al factotum"                             |                                    | trích từ vở The Barber of Seville của Gioachino Rossini |